# 陳九仞
陳九仭（1537年—？），字爾進，號雲竹，福建漳州府漳平縣人，軍籍，明朝政治人物。

## 生平
嘉靖四十年（1561年）辛酉科福建鄉試第八十七名舉人，隆慶二年（1568年）中式戊辰科會試第二百九十七名，二甲第六十五名進士。初授户部山西司主事，升郎中，督宣府粮储。万历二年（1574年）二月升任广州雷州知府。歷任湖廣永州府知府、河南彰德府知府。十六年六月升河南副使，管理河道，十七年十二月升陕西苑马寺卿兼按察司佥事、分巡平凉。

## 家族
曾祖陳文應，陰陽訓術；祖父陳翹；父陳如璧，王府引禮舍人。嫡母林氏；生母謝氏。慈侍下。從兄陳九敘（處州知府），弟陳九階、陳九禮（副千戶）、陳九儀、陳九牧、陳九遷、陳九聘、陳九卿。